# Hypena nepa
Hypena nepa är en fjärilsart som beskrevs av Embrik Strand 1920. Hypena nepa ingår i släktet Hypena och familjen nattflyn. Inga underarter finns listade i Catalogue of Life.